# سیارک ۱۸۶۹۹
سیارک ۱۸۶۹۹ (به انگلیسی: 18699 Quigley، نامگذاری:1998HL45) هجده هزار و ششصد و نود و نهمین سیارک کشف شده‌است که در ۲۰ آوریل ۱۹۹۸ کشف شد.
قدر مطلق سیارک برابر ۱۷.۰ است.